# 海洋療法
海洋療法（かいようりょうほう）とは、タラソテラピー（thalassotherapy）の日本語訳。Thalassotherapyはギリシャ語のthalasso（海）、フランス語のtherapie（治療）の複合語。フランス医学アカデミーの定義では「海洋気候の作用の中で、海水、海藻、海泥を用いて行う治療」とされている。

## 概要
海洋療法の分類・作用機序を整理すると、大きくは直接利用と間接利用に分けられる。
直接利用の例として、海水によるハイドロセラピー（水治療法）、海水の浮力や水圧を活かしたマッサージや水中運動などは、文字通り海水に直接接することで物理作用、薬理作用、さらには心理作用が期待できる。海水由来の素材を直接用いるものに、海藻療法（アルゴテラピー）、海泥療法（ファンゴテラピー）がある。海藻には肌の性質を整える微量元素、ビタミン等の含有量が豊富で、海泥は吸着効果に優れる特性があり、これらを皮膚に直接塗布することで美容効果、温熱効果が期待できる。
一方、間接利用には、起伏に富んだ海岸沿いでの運動（地形療法）や海洋性気候への転地滞在（転地療法）があり、心身両面への作用が期待される。また、海洋動物が持つ特性をアシストの役割に活かすものにイルカ介在療法がある。発育発達障害、ダウン症、脳性麻痺、自閉症、うつ病などに対する心理作用効果が近年大きく注目されている海洋療法のひとつである。フランスとドイツでは医療保険が適用されるくらい広く行われている。
このような分類、手法、作用機序は基本的には温泉療法と類似するものが多い。

## 体験施設
日本
- し〜うらんど海遊館[3]（青森県五所川原市、2020年9月に閉館[4]）
- 深層水体験施設 タラソピア（富山県滑川市、2023年7月に閉館[5]）
- アクアスやいづ（静岡県焼津市）
- ラグーナ蒲郡（愛知県蒲郡市）
- タラサ志摩（三重県鳥羽市）
- ホテル ラ・スイート神戸ハーバーランド（兵庫県神戸市）
- スパ・タラソ天草（熊本県上天草市）
- タラソ 奄美の竜宮（鹿児島県奄美大島、2006年12月に開館、2023年6月から休館[6]）
- ザ・テラスクラブ アット ブセナ（沖縄県名護市）
- かりゆし カンナ タラソ ラグーナ（沖縄県国頭郡宜野座村）

## 関連文献
- 中山祐次郎著『医者の本音』SBクリエイティブ株式会社、2019年2月27日、101-103頁